# اوبرلیگا برلین-براندن‌برگ
اوبرلیگا برلین براندن‌برگ (به آلمانی: Oberliga Berlin-Brandenburg) نام یکی از زیرمجموعه‌های لیگ‌های محلی آلمان از ایالت پروسی براندن‌برگ و شامل برلین بود که از سال ۱۹۲۳ تا ۱۹۳۳ طی ده سال برگزار شد. این لیگ با ظهوری نازی‌ها و به‌دست‌گیری قدرت توسط آنها منحل شد. از باشگاه‌های نامداری که در این لیگ توپ زده‌اند می‌توان به باشگاه‌های هرتابرلین و آینتراخت فرانکفورت اشاره کرد.